# 墨侬族

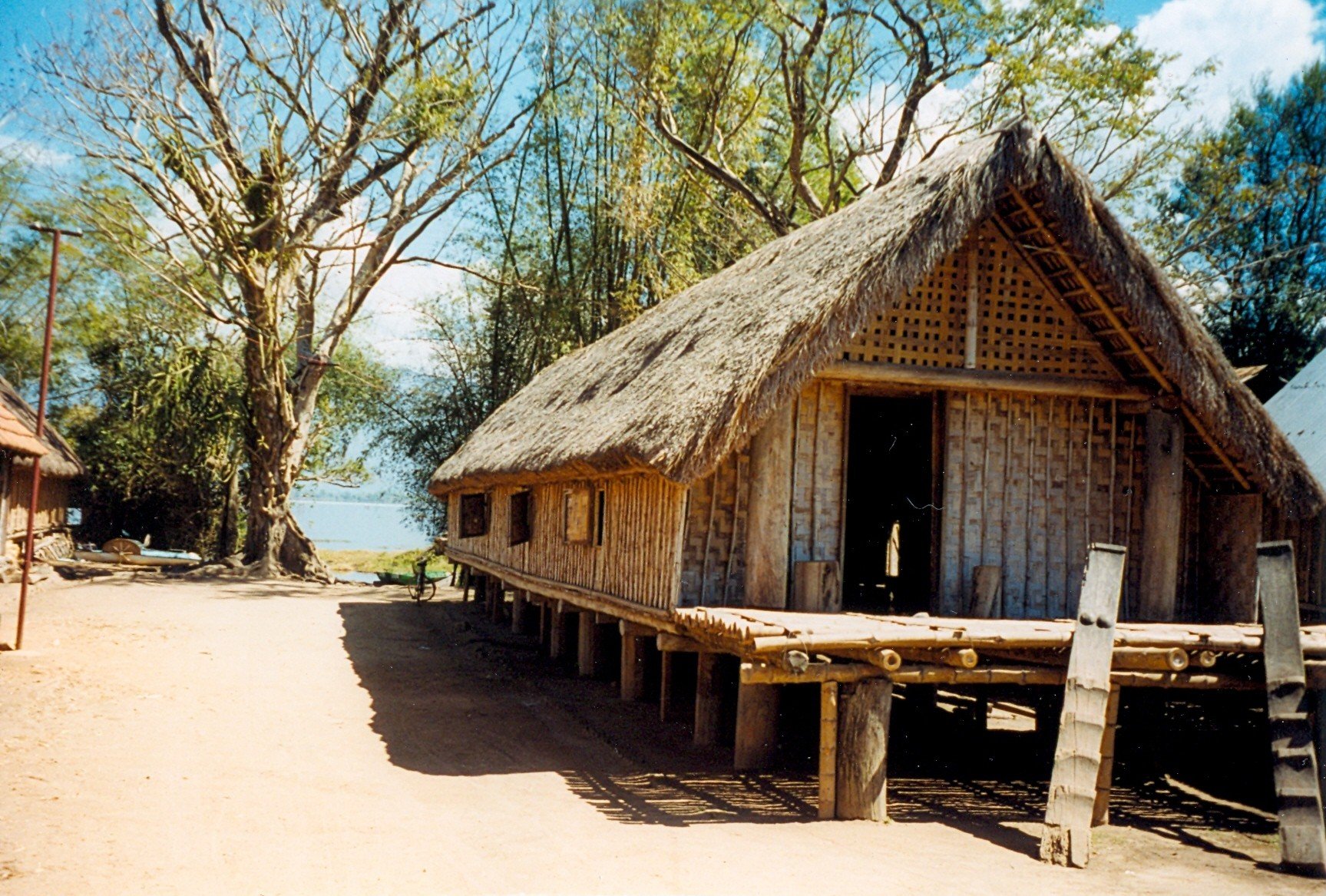
墨侬族房屋

墨侬族是越南官方认定的54个民族之一，主要分布於中部高原地区的多樂省、林同省和东南部地区的平福省，1999年人口为92451，可分为中、东、南三支。在柬埔寨东部的蒙多基里省也有墨侬人分布。

## 语言
墨侬语属于孟-高棉语族。